# Haunswies
Haunswies ist ein Gemeindeteil von Affing im Landkreis Aichach-Friedberg und eine Gemarkung.
Haunswies liegt im Wittelsbacher Land im bayerischen Regierungsbezirk Schwaben  im Affinger Becken. Das Pfarrdorf liegt am Affinger Bach. Durch den Ort verläuft die Kreisstraße AIC 4. Auf der Gemarkung liegen das gleichnamige Pfarrdorf und Sankt Jodok.

## Geschichte
Haunswies wird urkundlich erstmals in der ersten Hälfte des 12. Jahrhunderts genannt. Ein Werinherr wird Mönch bei St. Ulrich und Afra und macht dem Kloster eine Schenkung (u. a. ein Weiher in Haunswies). Wahrscheinlich gehörten im 11. Jahrhundert der Ort und die Leute von „Humos Wiese“ zum Besitz der Pfalzgrafen von Scheyern – Wittelsbach. 1720 kaufte der Komtur des Deutschen Hauses zu Blumenthal das Ritterlehen Haunswies.
Am 1. Juli 1972 wurde die Gemeinde Haunswies nach Affing eingemeindet. Sie hatte 1961 die beiden Gemeindeteile Haunswies und Sankt Jodok, 331 Einwohner und eine Gemarkung von 609,27 Hektar.

## Sehenswürdigkeiten

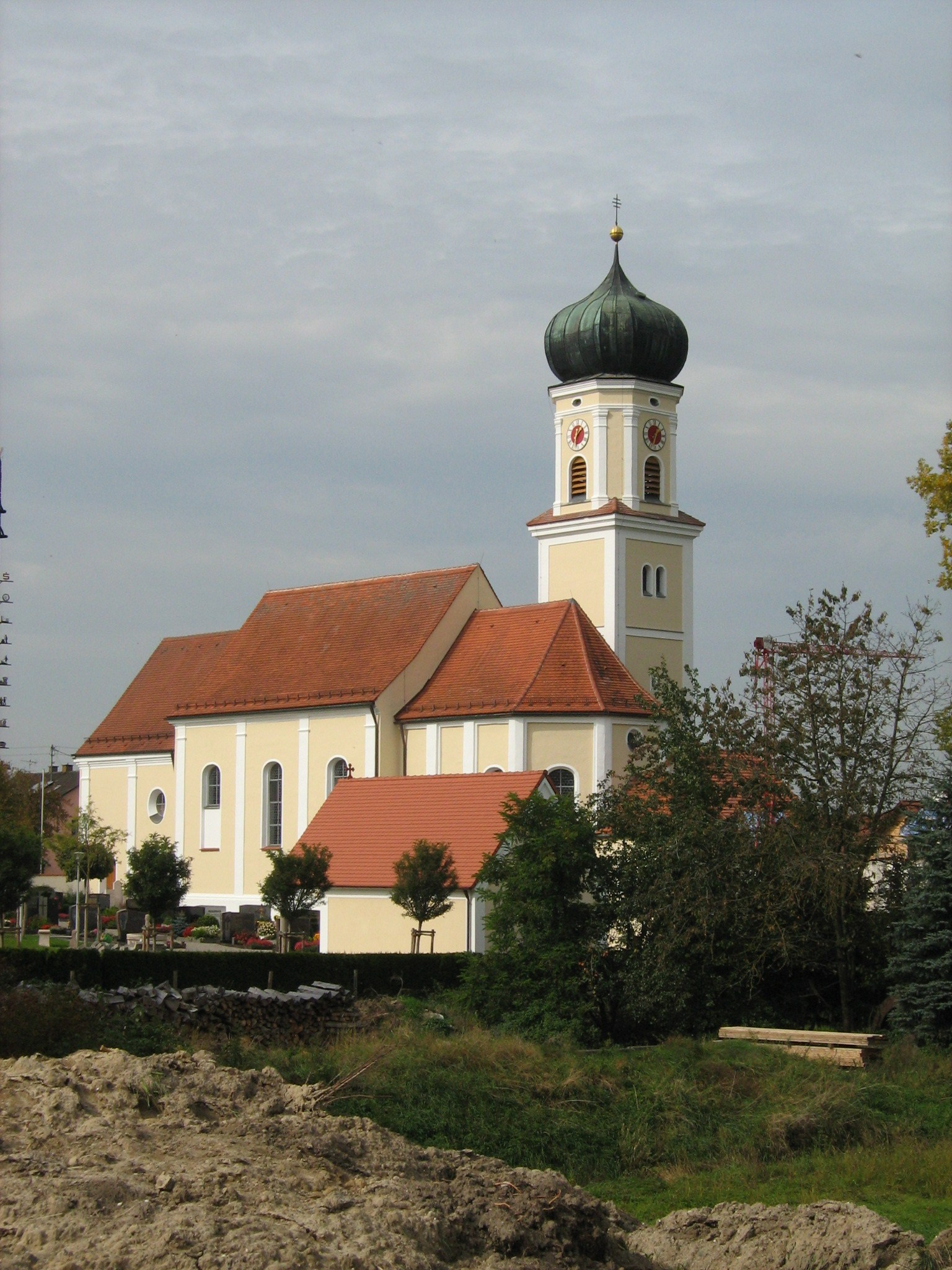
Pfarrkirche Haunswies

- Katholische Pfarrkirche St. Jakobus der Ältere
- Burgstall südöstlich von Haunswies

## Bodendenkmäler
Siehe: Liste der Bodendenkmäler in Affing